# 小背孔菌属
小背孔菌属（学名：Chaetoporellus）是裂孔菌科下的一个属。

## 下属物种
本属包括以下物种：
- 刺小背孔菌 Chaetoporellus krawtzewii (Pilát) Bondartsev & Singer